# Szőke Lajos (színművész)
Szőke Lajos (Pest, 1869. augusztus 9. – Budapest, 1957. december 27.) színész, epizodista.

## Pályafutása
Szőke Lajos kovácsmester és Pfann Szidónia fiaként született. Budapesten tett érettségit, majd 1887-ben beiratkozott Molnár György színésziskolájába. 1888 áprilisában kezdte pályáját Miskolcon, Hatvani Károly és Rakodczay Pál egyesített társulatánál. Elismert és elsőrangú színész volt Kassán, Szabadkán, Pécsett, Győrött, Egerben, Brassóban, Sepsiszentgyörgyön, Székelyudvarhelyen, Székesfehérváron és Sopronban, sőt Budapesten is, a városligeti Színházban. S míg a vidéki színész kenyerét ette, Rómeótól Goldstein Számiig játszott mindent. 
1899-ben a Vígszínház tagja lett, 1900 júliusában Keglevich István gróf átvitte 1909. szeptember 1-jével a Nemzeti Színházba. Az állami színpadon, ha nem is nagy feladatokban, de sok értékes figurával ért el szép sikereket, amelyek sorában a legutolsó a Süt a nap cigánya volt. 
1905 áprilisában elnyerte a Farkas–Ratkó-díjat. 1925. november 28-án megülte Nemzeti Színházi tagsága 25 éves jubileumát (Süt a nap). 1930. december 31-ig működött az intézménynél. Mint vendég rendezett a Terézkörúti Színpadon. Felfedezte Abonyi Géza és Nagy Adorján tehetségét.
Felesége Jablonszky Gizella volt.

## Fontosabb szerepei
- Fábián (Shakespeare: Vízkereszt)
- Jensen (Ibsen: Vadkacsa)
- Bowling (ifj. Dumas: A szerelem gyermeke)
- János (Szemere Gy.: Erősek és gyengék)
- bíró (Shakespeare: Szeget szeggel)
- cigány (Zilahy: Süt a nap)
- Kátsa (Gárdonyi: A bor)

## Működési adatai
1889–90: Völgyi György; 1893–94: Kárpáthy György; 1894–95: Aranyossy Gyula; 1895–96: Veszpréminé; 1896–97: Dobó Sándor; 1897 tavaszán: Aranyossy Gyula, majd Vígszínház, Nemzeti Színház.